# Jamil (poeta)
Jamīl ibn ʿAbd Allāh ibn Maʿmar (in arabo ﺟﻣﻴﻞ ﺍﺑﻦ ﻋﺒﺪالله ﺍﺑﻦ ﻣﻌﻣﺮ‎?; Wadi al-qura, 660 ? – Egitto, 701) è stato un poeta arabo.
Massimo esponente di quella poesia d'amore detta "Udhrita" in epoca omayyade, caratterizzata per l'intensità del sentimento e l'infelicità degli amanti.

## Biografia
A quanto si sa, sarebbe nato nel 660 nel fertile Wadi al-qura, a nord-ovest di Medina, e sede della sua tribù, i Banū ʿUdhra (in arabo بنو عذرة‎?), diventati noti nella tradizione per essere stati sostenitori di un amore assoluto e puro per la donna, chiamato per l'appunto "amore udhrita".
Secondo la tradizione e per quanto desumiamo dai versi a lui attribuiti, la sua vita è stata segnata dall'amore per Buthayna, appartenente allo stesso clan degli Ḥunn b. Rabīʿa, dei B. ʿUdhra. Ma l'amore fra i due giovani fu contrastato dai familiari della fanciulla che fu fatta sposare a un altro uomo. Nonostante ciò il loro amore non si spense neanche quando Jamīl si vide costretto ad abbandonare l'Arabia alla volta, sembra, prima dello Yemen e poi dell'Egitto, al seguito del governatore ʿAbd al-ʿAzīz ibn Marwān, fratello del califfo ʿAbd al-Malik.

In Egitto, nel 701 secondo la versione più accreditata, avvertendo che si stava avvicinando la sua ora, il poeta nominò un suo erede, con l'incarico - una volta che egli fosse morto - di recarsi da Buthayna, recitarle alcuni versi e mostrarle un suo abito come prova dell'avvenuta morte. 

Si racconta che Buthayna, ormai vecchia, incontrò il califfo ʿAbd al-Malik, che rimase stupito dalla semplicità d'una donna che aveva suscitato tanta passione: “O Comandante dei Credenti, egli mi guardava con occhi diversi dai tuoi!” gli spiegò la donna amata da Jamīl.
La vita di Jamīl è divenuta, nel tempo, una sorta di romanzo sentimentale, la Sirat Jamil e Buthayna (La vita di Jamīl e Buthayna) di cui abbiamo traccia già dall'inizio del IX secolo, divenuto anche modello per altri “romanzi d'amore” costituitisi nei secoli seguenti.

## Opere
Il suo diwan che oggi conosciamo è composto da circa 1000 versi, suddivisi in 198 fra versi sparsi e brevi componimenti il cui fulcro è il tema dell'amore per Buthayna: un amore nato prima “che fossimo creati” e che “ci visiterà nelle tenebre del sepolcro”. Un amore eterno e segnato dalla sofferenza, che però nobilita l'animo. Un amore capace di superare tutte le difficoltà con la sua forza. Ma Jamīl difende anche con l'astuzia il loro amore fino a fingere di amare altre donne, “donne dello specchio”, potremmo dire, così da portare fuori strada i maldicenti. 

La poesia di Jamīl è ricca di temi tradizionali presenti già nella poesia dell'epoca preislamica, la Jāhiliyya, trasformati però, in buona sostanza, da una nuova visione legata alla fede islamica ormai affermatasi, come per esempio la visione dell'Aldilà che porta Jamīl a considerare la morte un passaggio obbligato per raggiungere la felicità di poter vivere, infine, insieme all'amata.
La poesia di Jamīl con i temi e i motivi che la caratterizzano costituisce, secondo gli studiosi sostenitori di un'origine araba della poesia cortese occidentale, uno dei primi tasselli di quella catena di poesie che dalla Penisola araba sarebbe giunta fino alla Spagna araba e, qui, dalla corte araba di Cordova potrebbe essere passata alla poesia romanza. 